# 9-1-1: Lone Star
Pour les articles homonymes, voir 911 (homonymie) et Lone Star.
9-1-1 9-1-1: Nashville
9-1-1: Lone Star, ou 911 Texas au Québec, est une série télévisée américaine en 72 épisodes de 42 minutes créée par Ryan Murphy, Brad Falchuk et Tim Minear, diffusée entre le 19 janvier 2020 et le 3 février 2025 sur le réseau Fox, et en simultané sur le réseau CTV au Canada. 
Au Québec, la série est diffusée depuis le 15 septembre 2020 sur Noovo, et rediffusée sur Vrak. En Suisse, la série est diffusée depuis le 18 octobre 2020 sur RTS 1 et en France, elle est diffusée depuis le 5 novembre 2020 sur M6. en Belgique, elle est diffusée depuis le 11 janvier 2021 sur RTL-TVI et pour la dernière saison rediffusée sur RTL District.
Il s'agit de la deuxième série de la franchise 9-1-1 de Ryan Murphy, Brad Falchuk et de Tim Minear.

## Synopsis
La caserne de pompiers 126 d'Austin au Texas a été décimée lors d'une intervention. Owen Strand, un capitaine des pompiers de New York, est approché par la hiérarchie des pompiers texans. Seul survivant de sa caserne après les attentats du 11 septembre 2001, Strand a dû rebâtir sa compagnie en partant de zéro. Les Texans aimeraient qu'il fasse la même chose à Austin avec la caserne 126. Owen Strand accepte et emménage à Austin, accompagné de son fils TK, lui aussi pompier. En plus de venir en aide aux personnes en difficulté, ils vont devoir affronter le souvenir de la 126 et leurs propres problèmes.

## Distribution

### Acteurs principaux
- Rob Lowe (VF : Bruno Choël) : Owen Strand
- Liv Tyler (VF : Marie-Laure Dougnac) : Michelle Blake (saison 1)[9]
- Ronen Rubinstein (VF : Jim Redler) : Tyler Kennedy « TK » Strand
- Jim Parrack (VF : Raphaël Cohen) : Judson « Judd » Ryder
- Sierra McClain (VF : Déborah Claude) : Grace Ryder (saisons 1 à 4)
- Natacha Karam (en) (VF : Alice Taurand) : Marjan Marwani
- Brian Michael Smith (VF : Mike Fédée) : Paul Strickland
- Rafael Silva (VF : Julien Allouf) : Carlos Reyes
- Julian Works (en) (VF : Jonathan Gimbord) : Mateo Chavez
- Gina Torres (VF : Annie Milon) : Tommy Vega (saisons 2 à 5)
- Brianna Baker (VF : Soleïma Arabi) : Nancy Gillian (saisons 3 à 5, récurrente saisons 1 et 2)
- Kelsey Yates (VF : Clotilde Verry) : Isabella « Izzy » Vega (saisons 3 à 5, invitée saison 2)
- Skyler Yates (VF : Clotilde Verry) : Evie Vega (saisons 3 à 5, invitée saison 2)
- Jackson Pace (VF : Garlan Le Martelot) : Wyatt Harris (saison 5, récurrent saisons 3 et 4)

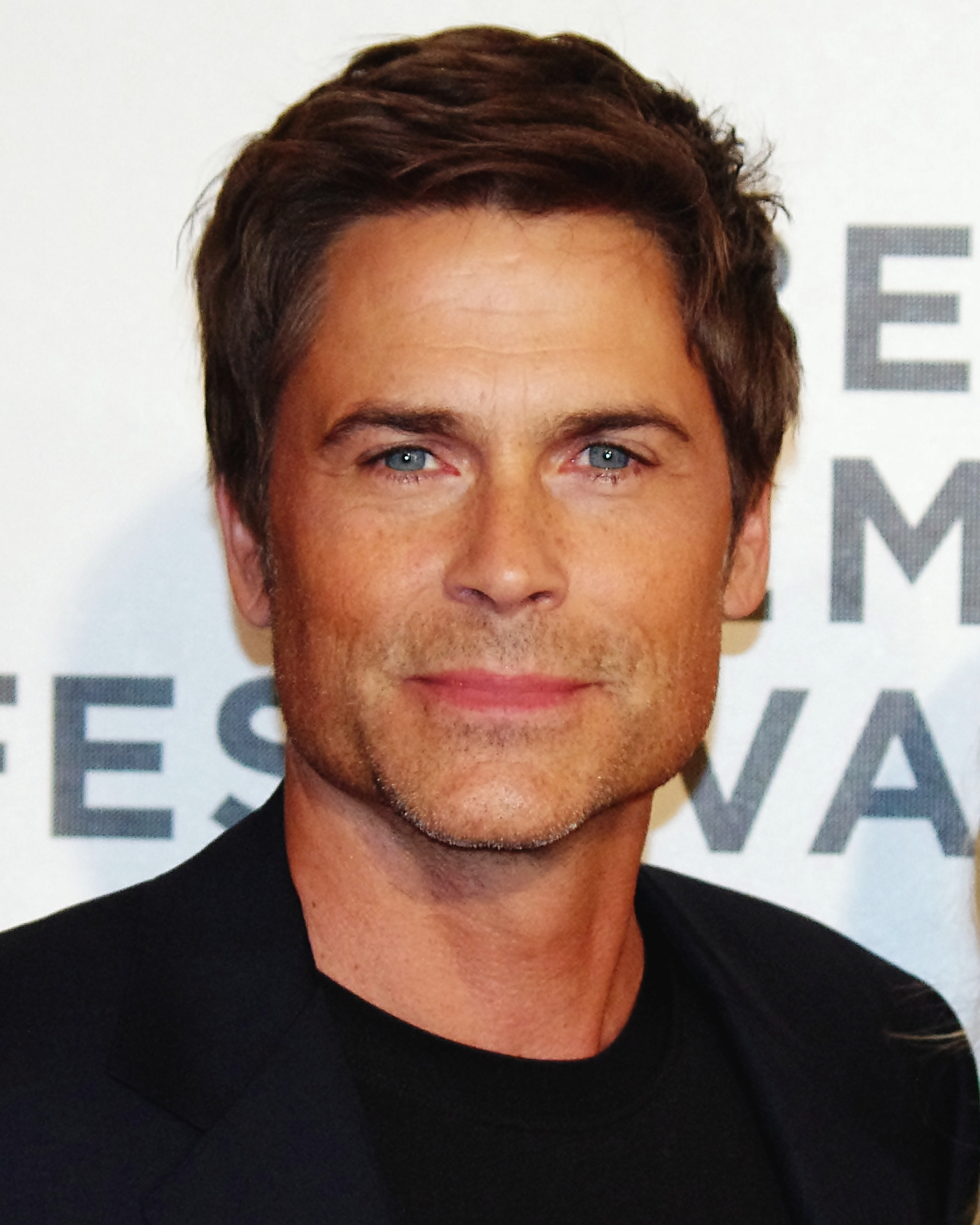
Rob Lowe interprète Owen Strand
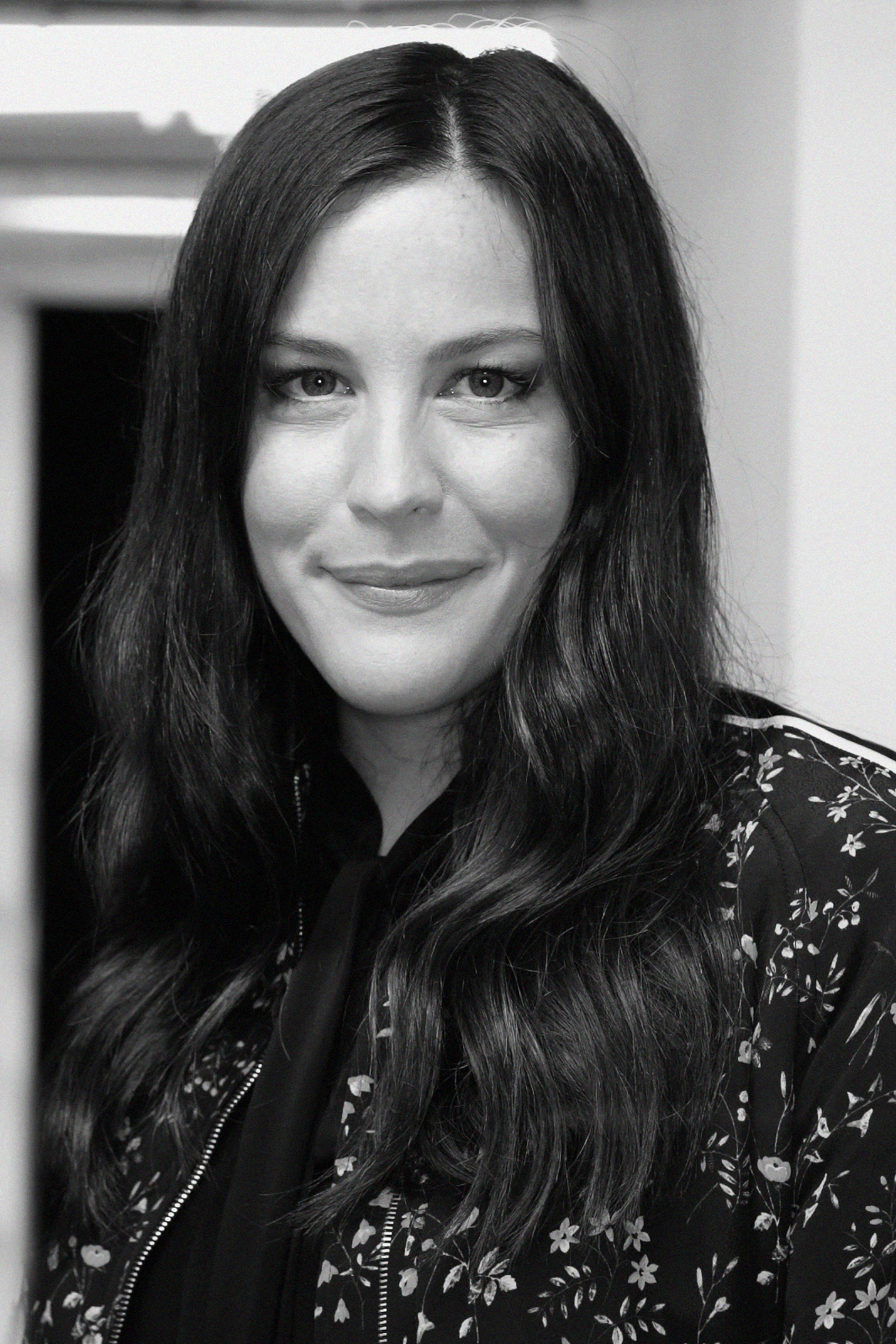
Liv Tyler dans le rôle de Michelle Blake
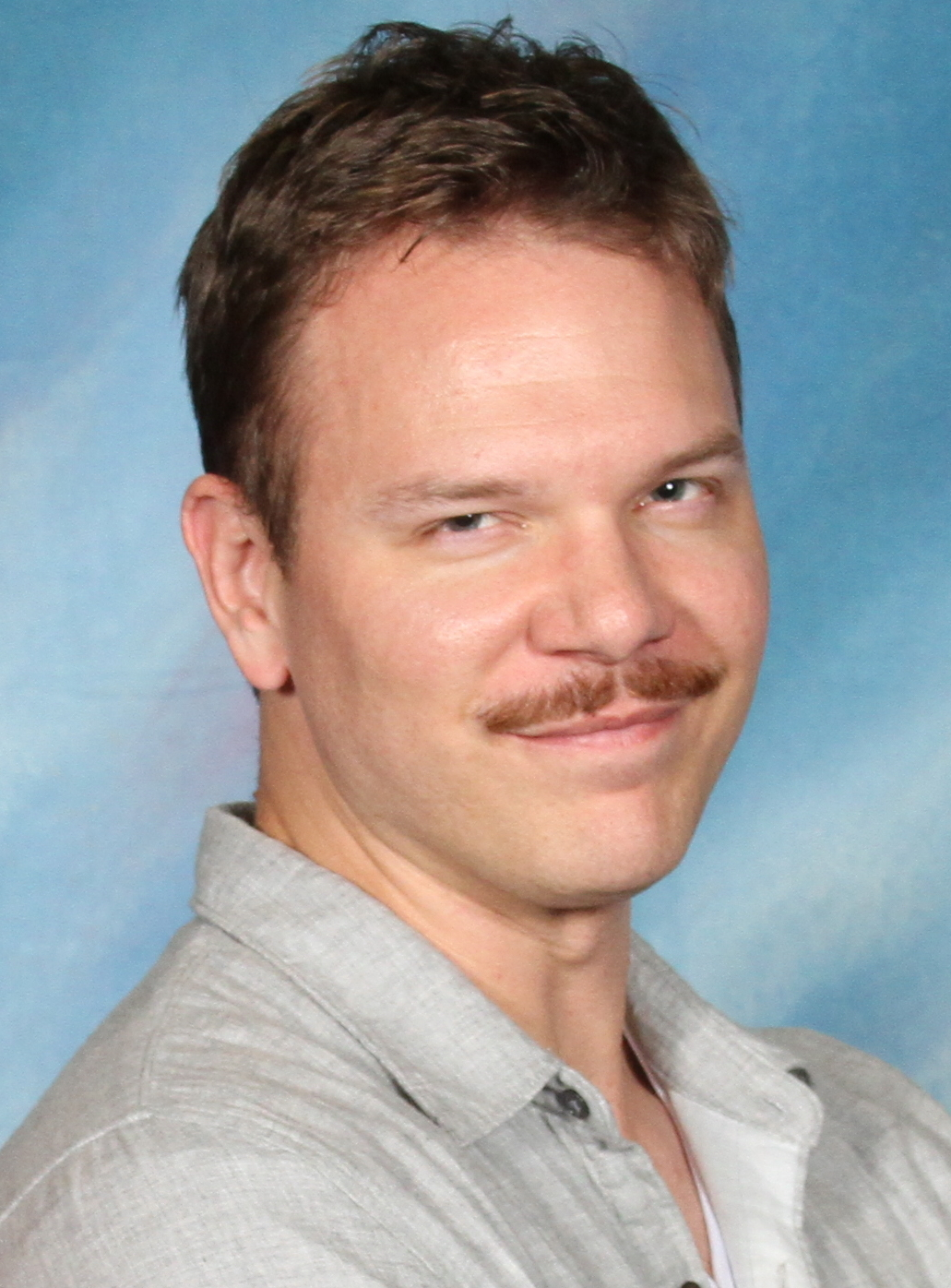
Jim Parrack interprète Judson Ryder
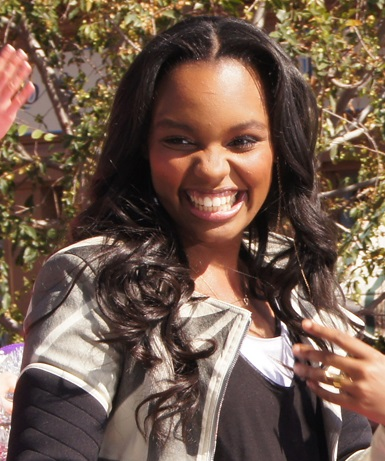
Sierra McClain interprète Grace Ryder
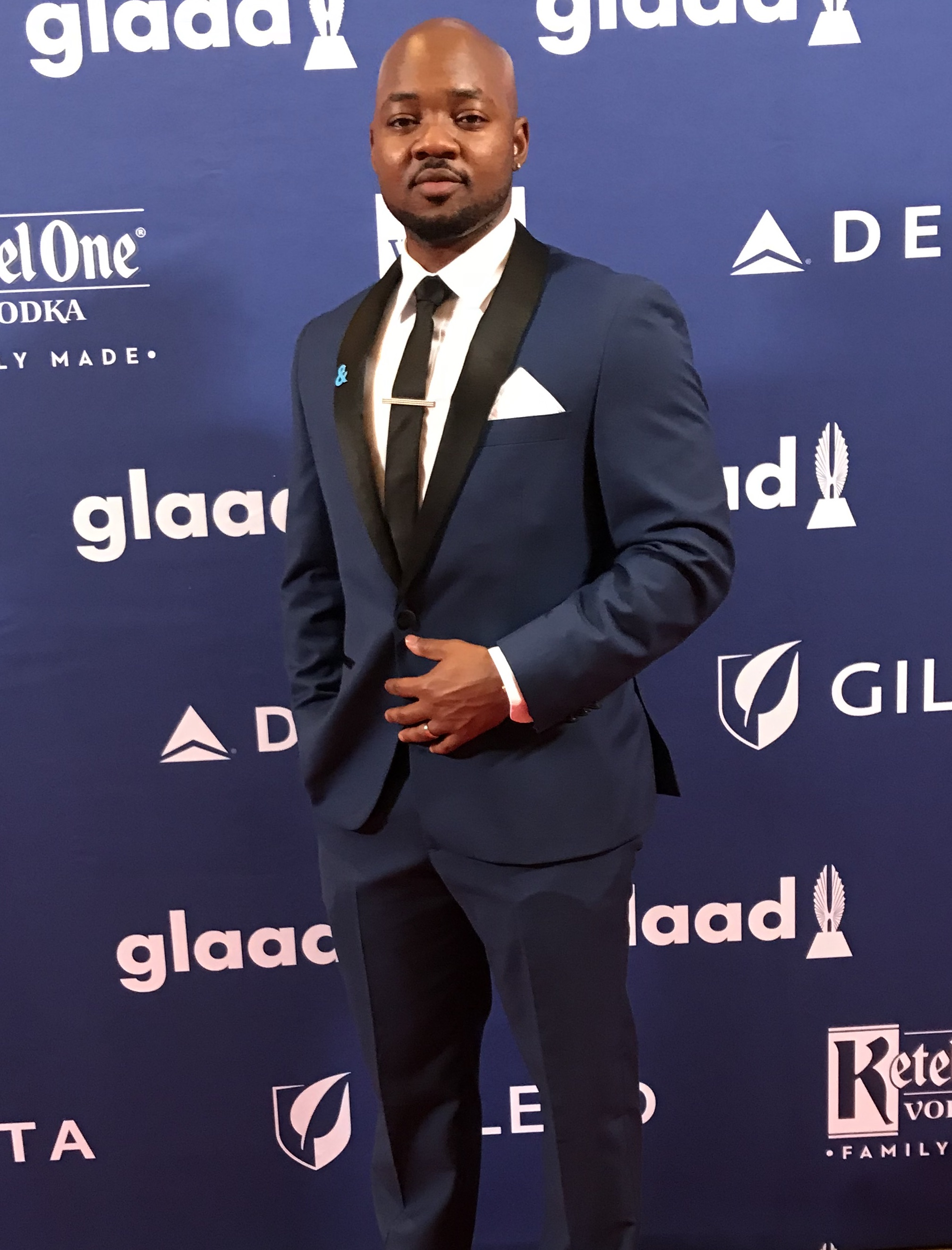
Brian Michael Smith interprète Paul Strickland
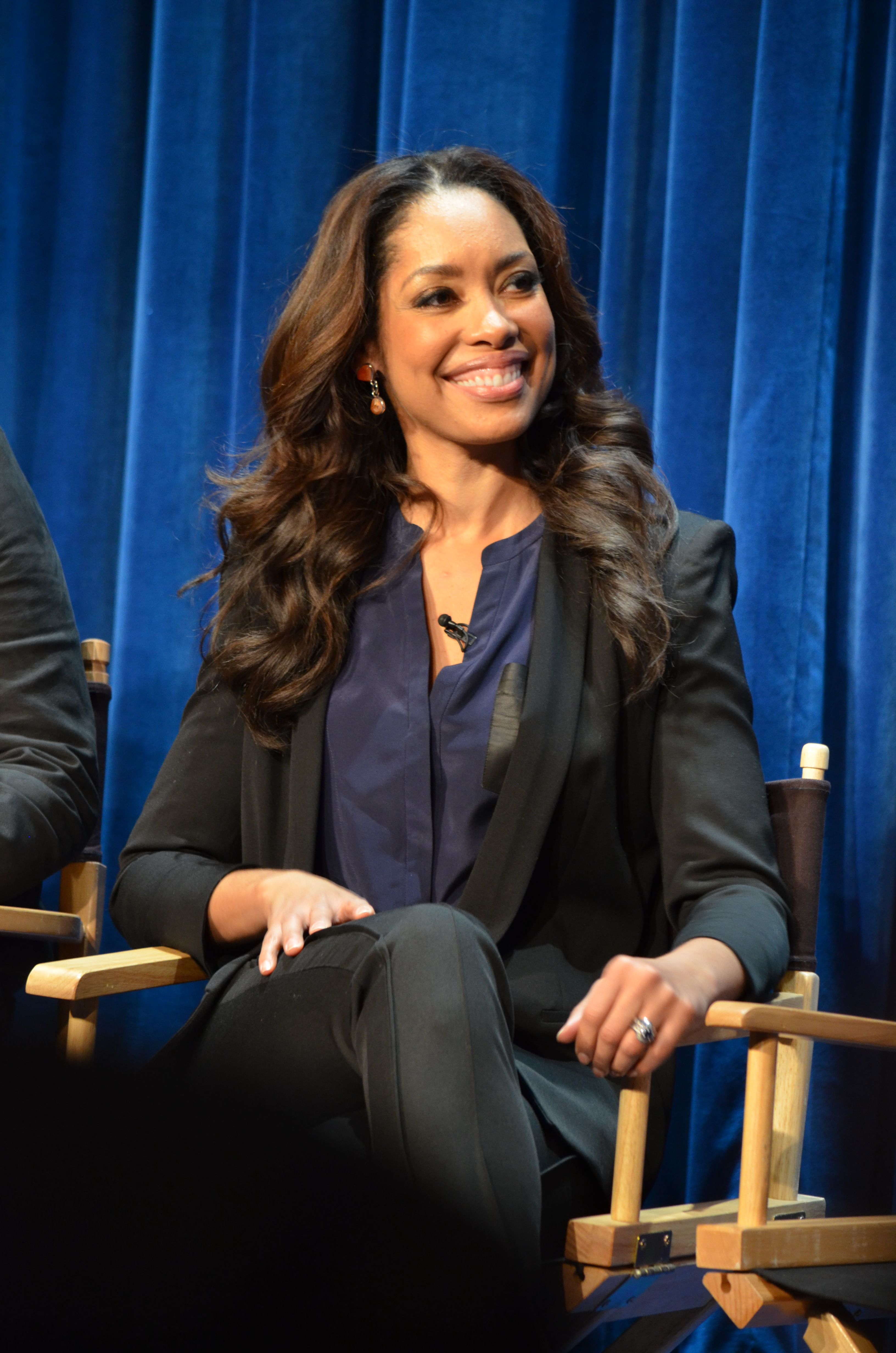
Gina Torres interprète Tommy Vega

### Invités
- Alex Carter : Capitaine Braxton (saison 1, épisode 1)
- Jesse Luken (en) : Jake Harkes (saisons 1 et 2, 3 épisodes)
- Matt McTighe : Chuck Parkland (saison 1, épisode 1)
- Graham Shiels : Cory Garrity (saison 1 et 2, 2 épisodes)
- Angel Parker (VF : Aurélie Konaté) : Josie (saison 1, épisode 5)
- Tim Griffin (VF : Olivier Chauvel) : Bennett (saison 1, épisode 9)
- Barry Corbin (VF : Michel Tureau) : Stuart Ryder (saisons 1 à 3, 3 épisodes)
- Sharif Atkins (VF : Baptiste Marc) : Victor (saison 2)
- Mena Massoud (VF : Taric Mehani) : Salim (saison 2, épisode 4)
- William Allen Young (en) (VF : Jean-Paul Pitolin) : Benjamin Williams (saisons 2 et 4, 3 épisodes)
- Barbara Eve Harris (VF : Virginie Emane) : Denice Williams (saisons 2 et 4, 3 épisodes)
- Bart Johnson (VF : Vincent Bonnasseau) : Stanley (saison 3, épisodes 17 et 18)
- Amaury Nolasco (VF : Laurent Morteau) : Morris (saison 3, épisode 13)
- Adam Baldwin : Brian McGregor (saisons 4 et 5, 2 épisodes)
- Peyton List (VF : Aude Saintier) : Ashlyn Campbell (saison 5, épisode 9)

### Invités de9-1-1
- Oliver Stark (VF : Franck Lorrain) : Evan « Buck » Buckley (saison 2, épisode 3)
- Aisha Hinds (VF : Laura Zichy) : Henrietta « Hen » Wilson (saison 2, épisode 3)
- Ryan Guzman (VF : Pascal Nowak) : Edmundo « Eddie » Diaz (saison 2, épisode 3)
- Angela Bassett (VF : Maïk Darah) : Sergent Athena Grant (saison 3, épisode 11)

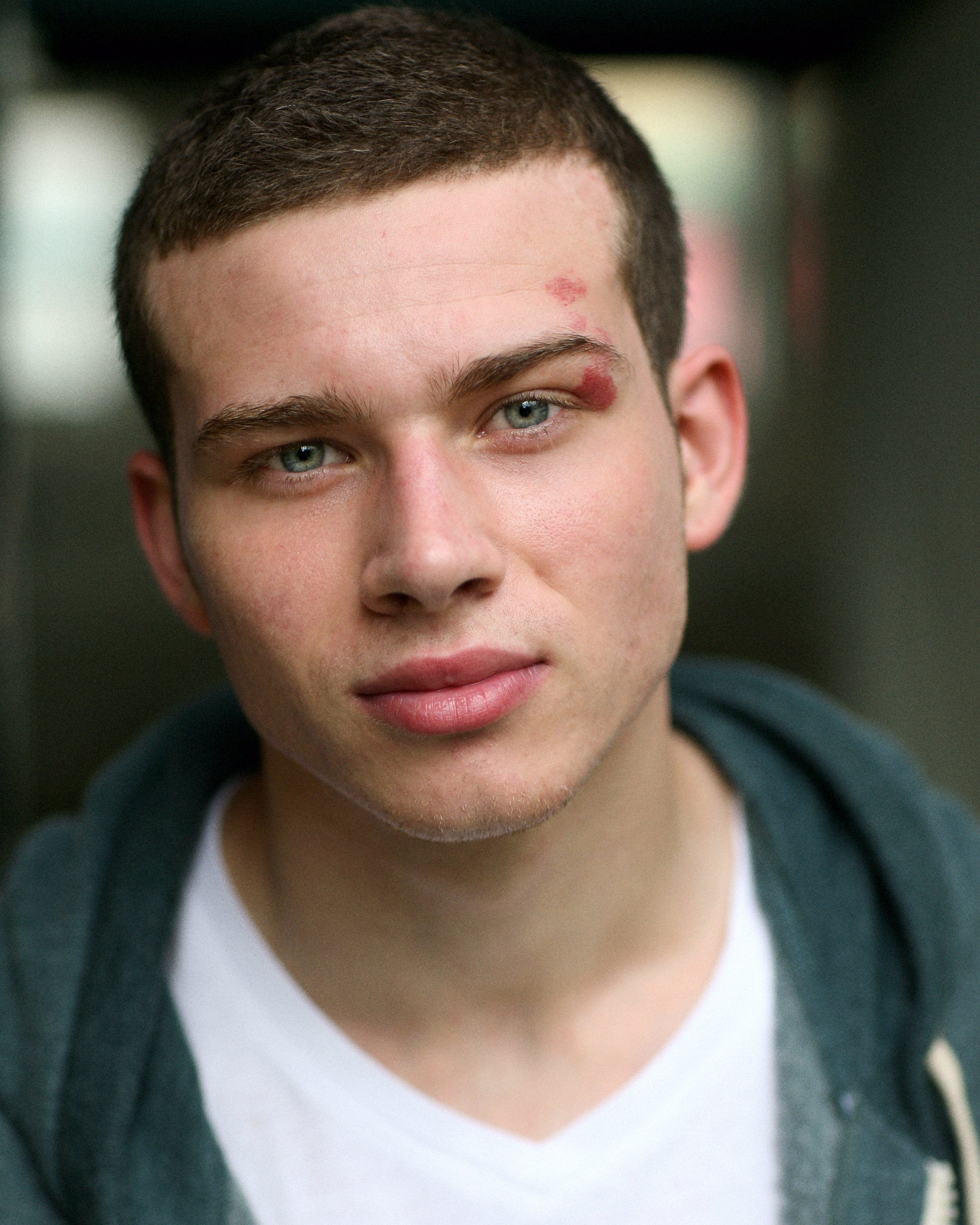
Oliver Stark interprète Evan « Buck » Buckley
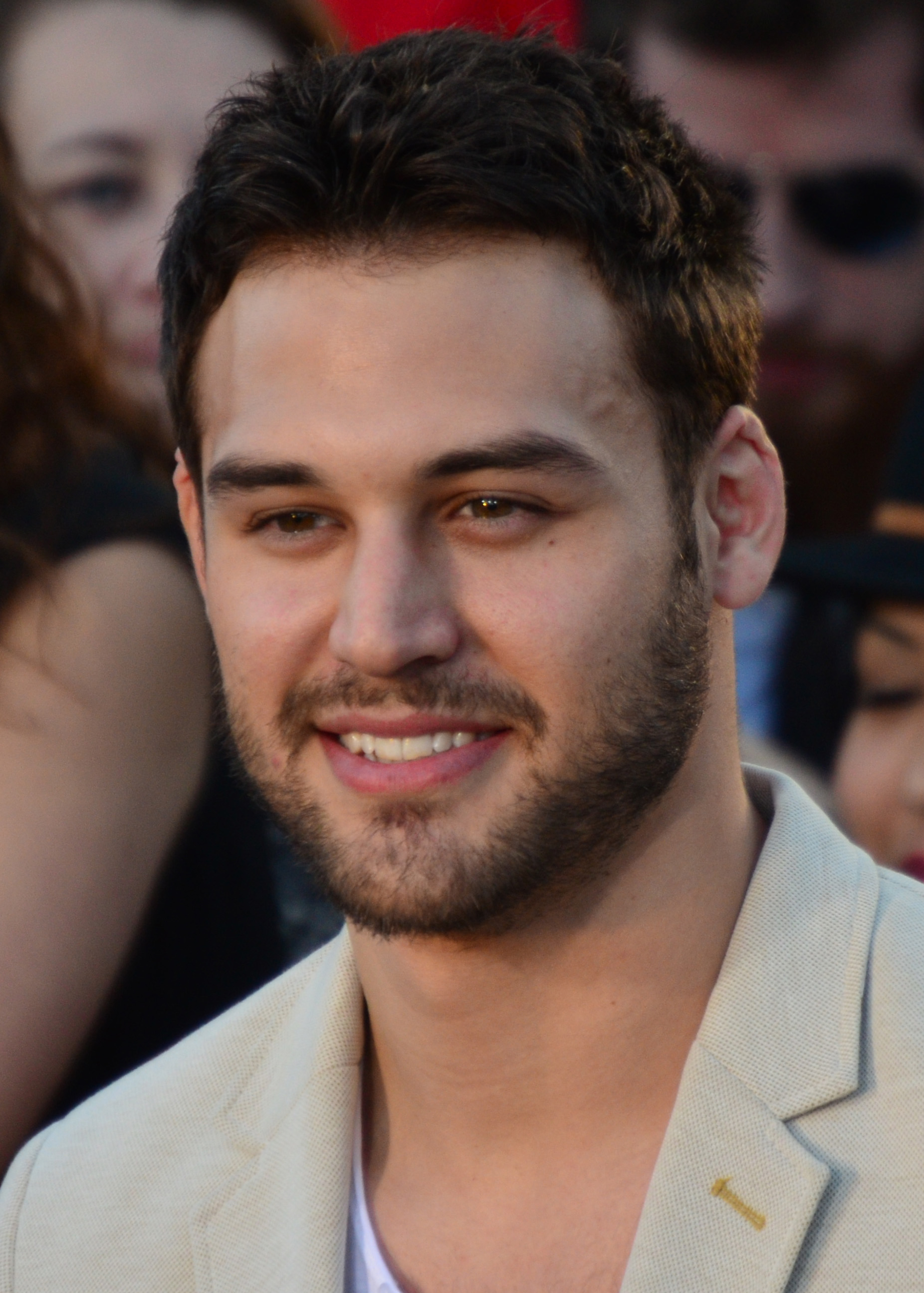
Ryan Guzman interprète Edmundo « Eddie » Diaz
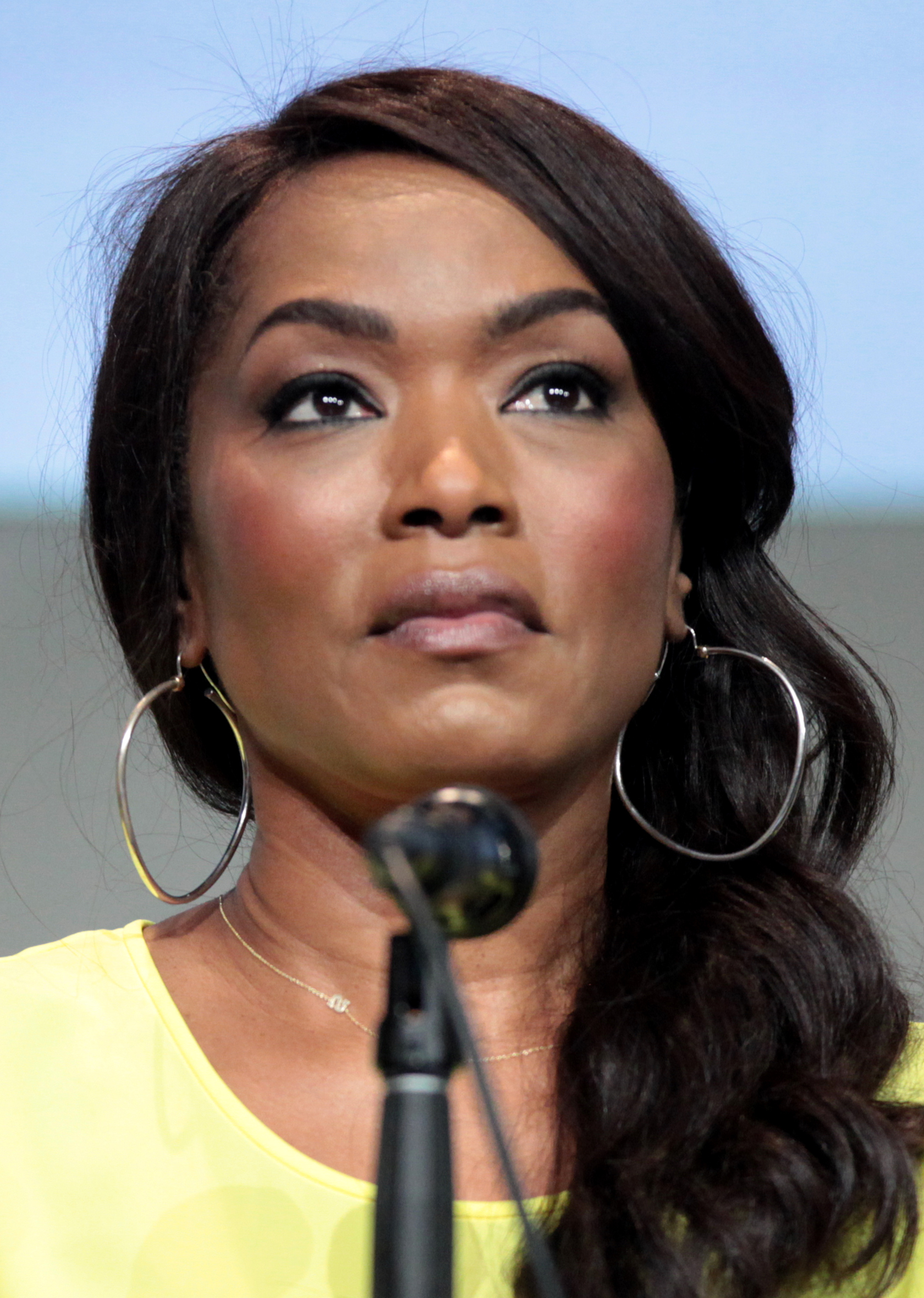
Angela Bassett interprète Sergent Athena Grant

Version française
- Société de doublage : Nice Fellow[10]
- Adaptation française : Victoire Kirzin, Antoine Leduc & Joffrey Grosdidier[11]
- Direction artistique : Juan Llorca[12]
- Enregistrement et mixage VF : Studios O'Bahamas (Jean-Wilfried Parrini)

 Source et légende : version française (VF) sur RS Doublage ; Doublage Séries Database et Allodoublage.

## Production

### Conception
En mai 2019, la série est présentée ainsi : « Un pompier (ou policier) venant de New York qui, avec son fils, s’installe à Austin au Texas et doit essayer de préserver l’équilibre entre vouloir sauver les plus vulnérables et de résoudre les problèmes de sa vie personnelle. ». L'idée de départ va cependant évoluer, et se concentrer principalement sur les pompiers et les urgentistes.

### Développement
Le 12 mai 2019, il a été annoncé qu’une série dérivée de 9-1-1, intitulée 9-1-1 : Lone Star, qui a fait sa première le 19 janvier 2020 immédiatement après le match du championnat NFC et continuera la nuit suivante, le 20 janvier 2020.
Le 13 avril 2020, la série est renouvelée pour une deuxième saison qui commencera sa diffusion le 18 janvier 2021.
Le 17 mai 2021, la série est renouvelée pour une saison 3, qui commencera sa diffusion le 3 janvier 2022.
Le 16 mai 2022, la série est renouvelée pour une quatrième saison.
Une cinquième saison est commandée le 1er mai 2023. La série mère, 9-1-1, est aussi renouvelée mais déménage sur le réseau ABC.
Le 5 septembre 2024, la série est annulée après 5 saisons, la dernière est diffusée depuis le 23 septembre 2024 et prendra fin le 3 février 2025.

### Distribution des rôles
Le 12 mai 2019, Rob Lowe est annoncé comme acteur principal. En septembre, Liv Tyler, Jim Parrack, Ronen Rubinstein et Sierra McClain, Natacha Karam, Brian Michael Smith, Julian Works et Rafael Silva sont à leur tour annoncés aux côtés de Rob Lowe.
Le 23 septembre 2020, Liv Tyler quitte la série du fait des nombreux voyages pendant la pandémie de Covid-19 aux États-Unis en raison des circonstances liées à sa famille vivant à Londres et aux tournages à Los Angeles en Californie.
Le 3 septembre 2020, Gina Torres rejoint la deuxième saison en tant que capitaine des services médicaux d'urgence Tommy Vega pour remplacer Liv Tyler.
Le 25 septembre 2020, Lisa Edelstein rejoint la série dans un rôle récurrent en tant que Gwyneth Strand, l'ex-femme d'Owen et la mère de TK.
Fin mai 2021, Brianna Baker est promue à la distribution principale pour la troisième saison.
Le 28 septembre 2022, Neal McDonough, D. B. Woodside, et Amanda Schull ont rejoint la distribution à titre récurrent pour la quatrième saison. (Les trois ont joué aux côtés de Gina Torres dans Suits : Avocats sur mesure).

### Tournage
Bien qu'elle se déroule à Austin au Texas, presque tous les tournages de la série ont eu lieu à Los Angeles en Californie.

### Fiche technique
Sauf indication contraire, les informations mentionnées dans cette section peuvent être confirmées par la base de données cinématographiques IMDb,  présente dans la section « Liens externes ».
- Titre original et français : 9-1-1: Lone Star
- Titre Québécois : 911 Texas
- Création : Ryan Murphy, Brad Falchuk
- Direction artistique : Ellen King, Clarence Majore, William Éliscu, Claudia Roque, John B. Vertrees, Monica Sotto, Russell M. Jeager
- Scénario : Brad Falchuk, Tim Minear, Ryan Murphy, Molly Green, James Leffler, John Owen Lowe, Kristy Lowrey, Rashad Raisani, Wolfe Coleman, Jessica Ball
- Décors : Linda Lee Sutton, Régina O'Brien
- Costume : Eileen Cox Baker
- Montage : Charles Little, Julie Drazen, Ravi Subramanian, Christine Khalafian, Spencer Koobatian, Greg Sirota
- Casting :
- Musique : Justin Caine Burnett, Todd Haberman, Mac Quayle
- Production : Ryan Murphy, Brad Falchuk, Tim Minéar, Rob Lowe, Angela Bassett, Bradley Buecker, John J. Gray, Rashad Raisani, Alexis Martin Woodall, Trey Callaway
- Société de production : ReamWorks, Brad Falchuk Teley-Vision, Ryan Murphy Television,20th Century Fox Television
- Société de distribution : 20th Century Fox Television, Disney-ABC Domestic Television (depuis la saison 2)
- Pays d'origine :  États-Unis
- Langue originale : Anglais
- Format : 1080i (TVHD)
- Genre : Drame, action
- Durée : 42 à 48 minutes
- Classification : Adultes[31]

## Épisodes
| Saisons | Saisons | Nombre d'épisodes | Diffusion originale sur Fox | Diffusion originale sur Fox | Diffusion française sur M6 | Diffusion française sur M6 |
| Saisons | Saisons | Nombre d'épisodes | Début de saison             | Fin de saison               | Début de saison            | Fin de saison              |
| ------- | ------- | ----------------- | --------------------------- | --------------------------- | -------------------------- | -------------------------- |
|         | 1       | 10                | 19 janvier 2020             | 9 mars 2020                 | 5 novembre 2020            | 3 décembre 2020            |
|         | 2       | 14                | 18 janvier 2021             | 24 mai 2021                 | 15 janvier 2022            | 19 février 2022            |
|         | 3       | 18                | 3 janvier 2022              | 16 mai 2022                 | 23 septembre 2023          | 28 octobre 2023            |
|         | 4       | 18                | 24 janvier 2023             | 16 mai 2023                 | 4 novembre 2023            | 16 décembre 2023           |
|         | 5       | 12                | 23 septembre 2024           | 3 février 2025              | NC                         | NC                         |

### Première saison (2020)
1. Après l'incendie (Pilot)
2. Bienvenue au Texas (Yee-Haw)
3. Le Pouvoir de l'orgueil (Texas Proud)
4. Alerte tempête / Acte divin (Act of God)
5. Graine d’étalon / Étalons (Studs)
6. L'Esprit d'équipe (Friends Like These)
7. Le pompier qui murmurait à l'oreille des taureaux (Bum Steer)
8. Monstre intérieur (Monster Inside)
9. Père et fils (Awakening)
10. Austin, on a un problème (Austin, We Have a Problem)

### Deuxième saison (2021)
Elle est diffusée du 18 janvier au 24 mai 2021 sur le réseau Fox.
1. La Vie d'après (Back in the Saddle)
2. Humeur volcanique (2100°)
3. Tout feu, tout flamme (Hold the Line)
4. Et plus si affinités (Friends with Benefits)
5. Les Choses qu'on ne dit pas (Difficult Conversations)
6. Frères et sœurs (Everyone and Their Brother)
7. Les Remplaçants (Displaced)
8. Suivre son instinct (Bad Call)
9. Sauver Grace (Saving Grace)
10. Des amis pour la vie (A Little Help From My Friends)
11. À petit feu (Slow Burn)
12. Coup de chaud (The Big Heat)
13. Ni sirène, ni gyrophare (One Day)
14. Mordre la poussière (Dust to Dust)

### Troisième saison (2022)
Elle est diffusée à partir du 3 janvier 2022. La série sera déplacée à 21 h lors du retour de la pause hivernale de 9-1-1 le 21 mars 2022, qui servira de conclusion à un crossover et se termine le 16 mai 2022.
1. Jour de neige (The Big Chill)
2. Sauvetages à haut risque (Thin Ice)
3. Plus fort que le blizzard (Shock & Thaw)
4. Le Premier cri (Push)
5. La disparition (Child Care)
6. Paranormal (The ATX-Files)
7. Rivaux mais pas trop (Red vs Blue)
8. L'Accident (In the Unlikely Event of an Emergency)
9. L'Oiseau (The Bird)
10. Les Liens sacrés (Parental Guidance)
11. À l'aide ! (Prince Albert in a Can)
12. La Traque (Negative Space)
13. L’Énigme du Sphinx (Riddle of the Sphynx)
14. Un homme en colère (Impulse Control)
15. Clowns en série (Down To Clown)
16. Au nom du père (Shift-Less)
17. Scènes de ménage (Spring Cleaning)
18. Un moment parfait (A Bright and Cloudless Morning)

### Quatrième saison (2023)
Elle est diffusée du 24 janvier au 16 mai 2023.
1. Réchauffement ambiant (The New Hotness)
2. Nouveau désastre (The New Hot Mess)
3. Celui qui criait au loup (Cry Wolf)
4. Abandonné (Abandoned)
5. Ressources humaines (Human Resources)
6. Ceci n'est pas un exercice (This Is Not a Drill)
7. Face-à-face (Tommy Dearest)
8. Maniaques du contrôle (Control Freaks)
9. Morts sur la route (Road Kill)
10. Vendus (Sellouts)
11. Deux fois plus d'ennuis (Double Trouble)
12. Au suivant (Swipe Left)
13. Honnêteté (Open)
14. J'accuse ! (Tongues Out)
15. Donneurs (Donors)
16. Une caserne en guerre (A House Divided)
17. Mon père ce héros (Best of Men)
18. Dans la santé comme dans la maladie (In Sickness and In Health)

### Cinquième saison (2024-2025)
Cette cinquième et dernière saison de douze épisodes est difusée du 23 septembre 2024. Après la pause des fêtes, la série reprend le 20 janvier 2025 pour les trois derniers épisodes.
1. Des deux côtés, et vite ! (Both Sides, Now)
2. Sorties de rails (Trainwrecks)
3. Cl2 (Cl2)
4. À ma manière (My Way)
5. Coup de tonnerre (Thunderstruck)
6. La Vérité toute nue (Naked Truth)
7. Des gamins (Kiddos)
8. L'Eau qui dort (The Quiet Ones)
9. Chute et disgrâce (Fall from Grace)
10. Tous ceux qui errent (All Who Wander)
11. Collision (Impact)
12. Retour au bercail (Homecoming)

### Audiences

#### États-Unis
Lancée le 19 janvier 2020 aux États-Unis sur la Fox, la série a réuni pour sa saison 1 une moyenne de 9,09 millions de téléspectateurs chaque semaine en consolidé.
| Saison | Saison | Nombre d'épisodes | Jour et heure de diffusion                                 | Diffusion aux États-Unis | Diffusion aux États-Unis | Audiences (en millions) | Audiences (en millions) | Audiences (en millions) |
| Saison | Saison | Nombre d'épisodes | Jour et heure de diffusion                                 | Début de saison          | Fin de saison            | Première                | Finale                  | Moyenne                 |
| ------ | ------ | ----------------- | ---------------------------------------------------------- | ------------------------ | ------------------------ | ----------------------- | ----------------------- | ----------------------- |
|        | 1      | 10                | Lundi 20 h                                                 | 19 janvier 2020          | 9 mars 2020              | 11,41                   | 5,38                    | 9,09                    |
|        | 2      | 14                | Lundi 21 h                                                 | 18 janvier 2021          | 24 mai 2021              | 6,03                    | 5,21                    | 8,71                    |
|        | 3      | 18                | Lundi 20 h (épisodes 1 à 10) Lundi 21 h (épisodes 11 à 18) | 3 janvier 2022           | 16 mai 2022              | 5,50                    | 4,63                    | 7,43                    |
|        | 4      | 18                | Mardi 20 h                                                 | 24 janvier 2023          | 16 mai 2023              | 3,92                    | 3,32                    | 5,73                    |
|        | 5      | 12                | Lundi 20 h                                                 | 23 septembre 2024        | 3 février 2025           | 3,04                    | 3,34                    |                         |

#### France
| Saison | Saison | Nombre d'épisodes | Jour et heure de diffusion | Diffusion en France sur M6 | Diffusion en France sur M6 | Audiences (en millions) | Audiences (en millions) | Audiences (en millions) |
| Saison | Saison | Nombre d'épisodes | Jour et heure de diffusion | Début de saison            | Fin de saison              | Première                | Finale                  | Moyenne                 |
| ------ | ------ | ----------------- | -------------------------- | -------------------------- | -------------------------- | ----------------------- | ----------------------- | ----------------------- |
|        | 1      | 10                | Jeudi 21 h 5               | 5 novembre 2020            | 3 décembre 2020            | 2,26                    | 1,5                     | 1,76                    |
|        | 2      | 14                | Samedi 21 h 10             | 15 janvier 2022            | 19 février 2022            | 1,17                    | 837 000                 |                         |
|        | 3      | 18                | Samedi 21 h 10             | 23 septembre 2023          | 28 octobre 2023            |                         |                         |                         |
|        | 4      | 18                | Samedi 21 h 10             | 4 novembre 2023            | 16 décembre 2023           |                         |                         |                         |